# Florida (metropolitana di Buenos Aires)
Florida è una stazione della linea B della Metropolitana di Buenos Aires.

## Storia
Il tratto dell'allora chiamato Subterraneo Lacroze venne inaugurato il 1º dicembre 1931, ma l'apertura al pubblico della stazione venne ritardato di un paio di settimane a causa del non completamento dei lavori.
Nel 1957 vi fu un grave incendio che danneggiò la stazione e rese inagibili tre dei quattro accessi durante alcuni mesi.

## Interscambi
Nelle vicinanze della stazione effettuano fermata diverse linee di autobus urbani ed interurbani.
- Fermata autobus

## Servizi
La stazione dispone di:
- Biglietteria a sportello
- Biglietteria automatica